# Salatyny

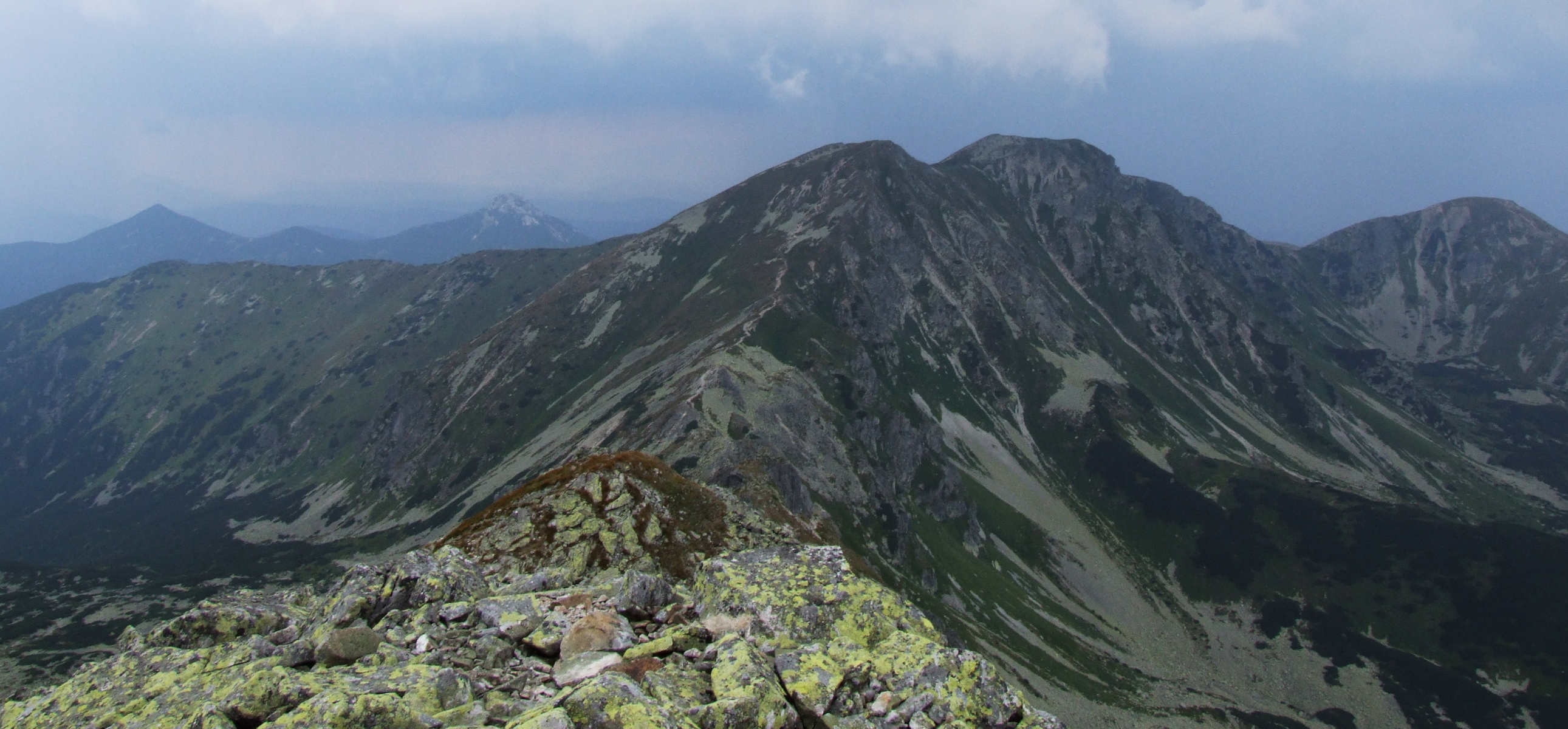
Salatyny. Od lewej: Mały Salatyn, Salatyn, Brestowa. U dołu Salatyńska Kopa

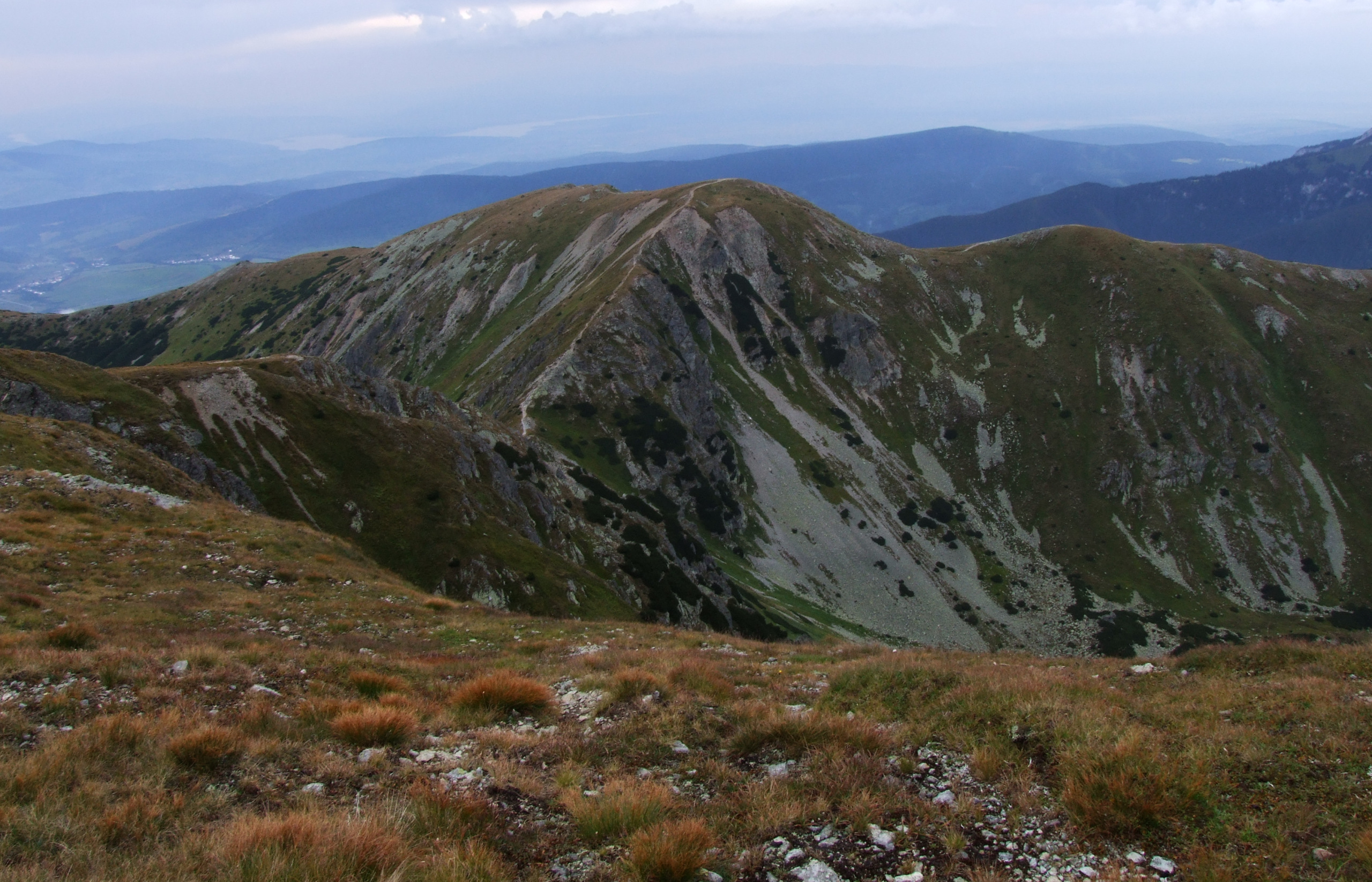
Brestowa, Skrajny Salatyn, Mała Brestowa

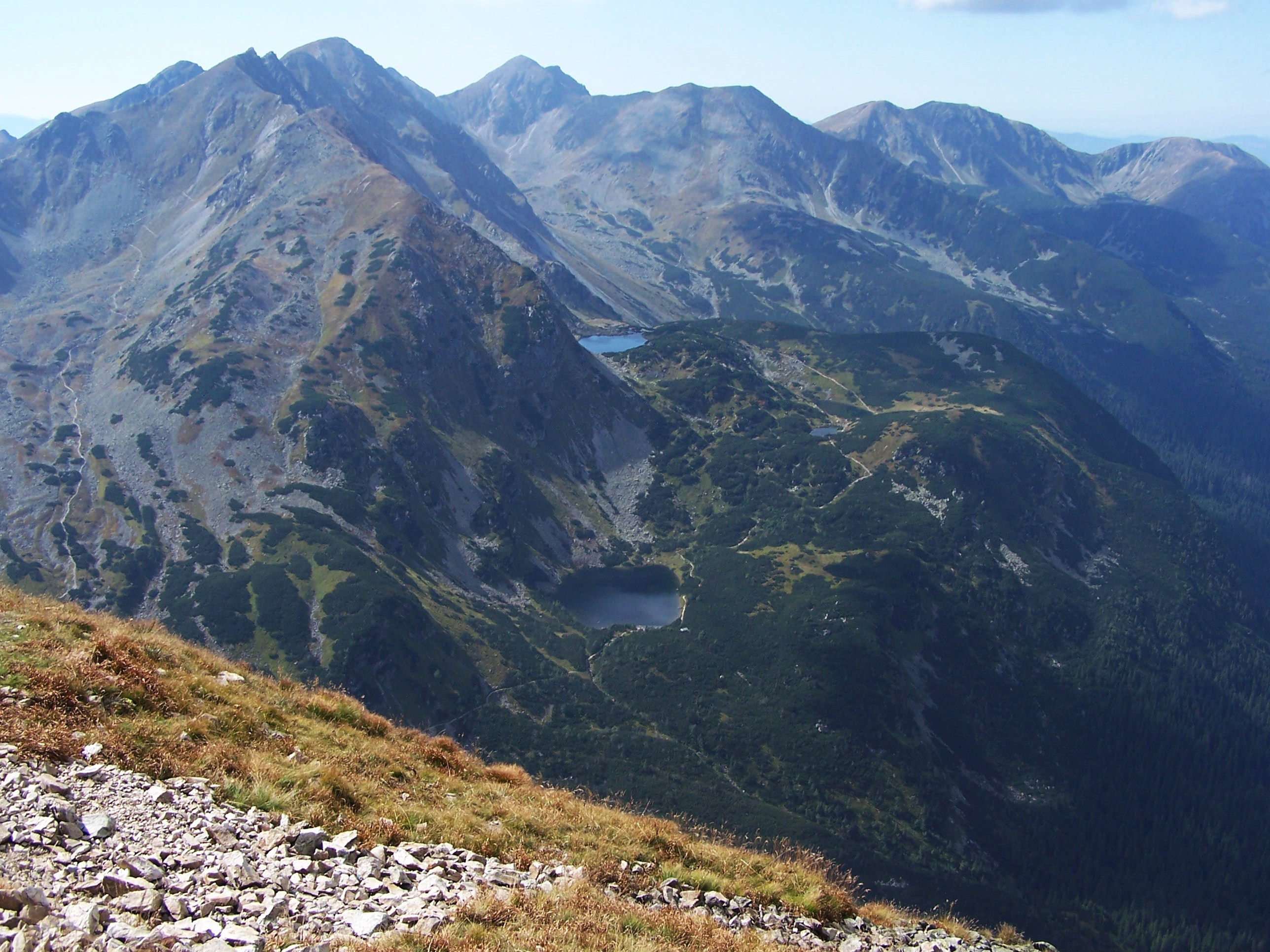
Szczyty u góry (od lewej): Trzy Kopy, Hruba Kopa, Banówka, Pachoł, Spalona Kopa, Mały Salatyn, Salatyn, Brestowa

Salatyny (słow. Salatíny) – grupa 6 szczytów w grani głównej słowackich Tatr Zachodnich pomiędzy przełęczą Palenica Jałowiecka (sedlo Pálenica) a Zadnią Salatyńską Przełęczą (sedlo u Zvonu). Szczyty te i dzielące je przełęcze (w kolejności od zachodu na wschód) to:
- szczyt Zuberski Wierch (Zuberec) – 1753 m n.p.m.,
- szczyt Brestowa Kopa (Malá Brestová) – 1903 m,
- szczyt Brestowa (Brestová) – 1934 m, wraz z długim grzbietem Skrajnego Salatyna (Predný Salatín),
- przełęcz Skrajna Salatyńska Przełęcz (Salatínske sedlo) – 1870 m,
- szczyt Salatyński Wierch (Salatyn) (Salatín) – 2048 m,
- przełęcz Pośrednia Salatyńska Przełęcz – 2012 m,
- szczyt Mały Salatyn (Malý Salatín) – 2046 m, wraz z grzbietem Zadniego Salatyna,
- szczyt Salatyńska Kopa – 1925 m.

Od południowej strony Salatyny wznoszą się ponad Doliną Głęboką i Doliną Bobrowiecką Liptowską, zaś od strony zachodniej i północnej nad Doliną Zuberską i Doliną Rohacką. Wśród budujących je skał znajdują się granity, gnejsy oraz piaskowce fliszu karpackiego. Ich wierzchołki są łagodne, przeważnie trawiaste, zbocza stosunkowo łagodne, trawiaste lub kamieniste, na znakowanych szlakach turystycznych brak trudności technicznych. Dzięki temu, że wszystkie wierzchołki i granie są odkryte (dawniej były wypasane), rozpościerają się z nich szerokie widoki na szczyty i doliny Tatr Zachodnich, częściowo również na odległe stąd szczyty Tatr Wysokich.

## Szlaki turystyczne
– czerwony szlak wiodący główną granią Tatr.
- Czas przejścia od Palenicy Jałowieckiej do Brestowej: 1:20 h, ↓ 1 h
- Czas przejścia od Brestowej do Banikowskiej Przełęczy: 2:25 h, ↓ 2:15 h

  – żółty z Zuberca przez Wielki Siwy Klin na Palenicę Jałowiecką i dalej na liptowską stronę grani przez Dolinę Jałowiecką do miejscowości Jałowiec.
- Czas przejścia z Zuberca na Palenicę Jałowiecką: 3:25 h, ↓ 2:45 h
- Czas przejścia z Palenicy do wylotu Doliny Jałowieckiej: 2:30 h, ↑ 3 h

  – niebieski ze Zwierówki na Brestową. Czas przejścia: 3 h, ↓ 2:15 h
  – zielony z Doliny Jałowieckiej przez dolinę Parzychwost i Dolinę Głęboką na Pośrednią Salatyńską Przełęcz. Czas przejścia: 2:45 h, ↓ 2:10 h